# Robert van Asseliers
Ridder Robert van Asseliers (Antwerpen, 2 december 1576 – Brussel, 2 december 1661) was een magistraat in het hertogdom Brabant in de Spaanse Nederlanden. Hij was ook raadsheer in Madrid in de Koninklijke en Hoge Raad der Nederlanden en Bourgondië (1639-1651) en kanselier van Brabant (1652-1661).

## Levensloop
Asseliers was een telg uit een familie van stadsadel in Antwerpen, waar meerdere familieleden ambten in de magistratuur bekleedden, in het hertogdom Brabant. Asseliers startte zijn carrière als commissaris voor confiscaties in de steden Antwerpen en Lier in Spaans-Brabant. Hij combineerde dit werk met studies in de rechten aan de Universiteit van Leuven. Hij behaalde de graad van doctor in de rechten. 

### Rijnland

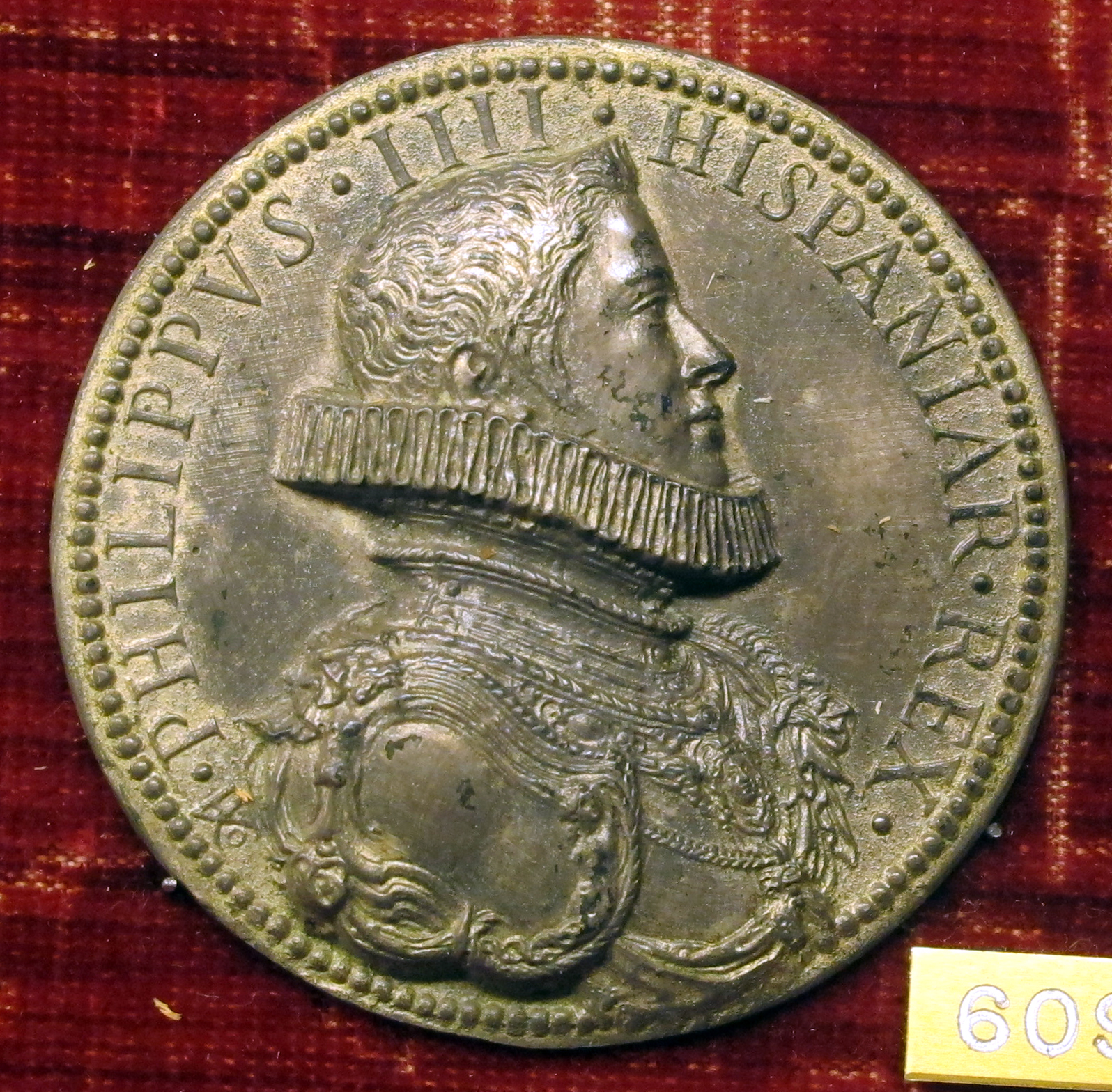
Asseliers was in dienst van Filips IV van Spanje

Aartshertog Albrecht van de Zuidelijke Nederlanden stuurde hem naar het Rijnland waar hij auditeur werd bij de militaire rechtbank van een Iers regiment. Hij bleef meerdere jaren in het Rijnland, tot 1619.

### Brussel
In 1619 volgde Asseliers zijn overleden vader op als raadsheer in de Raad van Brabant. Hij legde zich toe op taxaties in de domeinen van de aartshertog; hij had de titel van advocaat-fiscaal, zodat hij alle fiscale zaken van de aartshertog behartigde. De aartshertog was zo tevreden dat hij Asseliers opnam in zijn Geheime Raad.

### Madrid
In 1639 haalde koning Filips IV van Spanje Asseliers naar Madrid. Asseliers werd raadsheer van de Koninklijke en Hoge Raad der Nederlanden en Bourgondië. Dit ambt oefende hij 13 jaar uit. Hij ontving tevens een zitje in de Consejo de Estado, de Raad van State van Spanje. Tijdsgenoten zagen hoe hij dit ambt niet uitbuitte voor eigen profijt. Tijdens deze periode in Madrid werd het belangrijke Vredesverdrag van Münster gesloten (1648); voor Antwerpen en de Zuidelijke Nederlanden betekende dit de sluiting van elke zeevaart over de Schelde. In 1651 vroeg Asseliers een gunst aan de koning. Hij wenste de overleden François van Kinschot op te volgen als kanselier van Brabant. Dit ambt in Spaans-Brabant was het hoogste civiele ambt. 

### Brussel
In 1652 liet de koning hem naar Brussel vertrekken. Asseliers werd niet alleen kanselier maar werd ook raadsheer in de Raad van State van de Spaanse Nederlanden. Omwille van moeilijkheden te wijten aan verschillende kwalen vroeg kanselier Asseliers van de koning een vice-kanselier naast zich. Het werd Jan Thulden (1657). Deze laatste nam een aantal taken van Asseliers over. Asseliers stierf in 1661.
- Gemeinsame Normdatei: 13854154X
- International Standard Name Identifier: 0000 0000 6534 6927
- Virtual International Authority File: 90823379